# 1. Division 1927/1928
Dvacátý osmý ročník 1. Division (1. belgické fotbalové ligy) se konal od září 1927 do 1. července 1928.
Soutěže se zúčastnilo opět 14 klubů. Sezonu vyhrál popáté v klubové historii Beerschot VAC. Nejlepším střelcem se stal hráč Beerschot VAC Raymond Braine, který vstřelil 35 branek.